# 오타비아노
오타비아노(이탈리아어: Ottaviano)는 이탈리아 캄파니아주 나폴리현에 위치한 코무네다. 나폴리로부터 동쪽 20km 거리에 있다.